# Tex Beneke

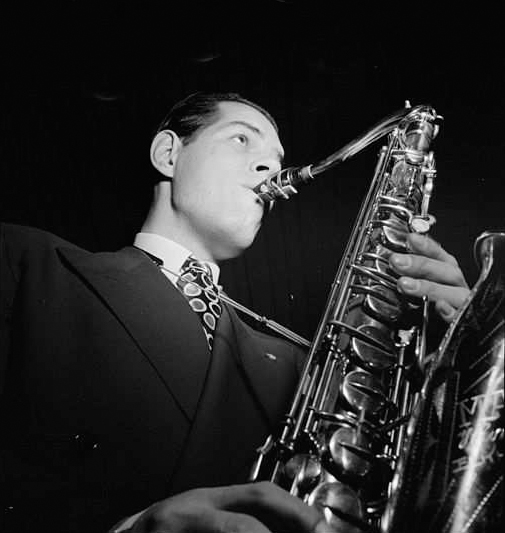
Tex Beneke, 1947

Tex Beneke, född 12 februari 1914 i Fort Worth, Texas, död 30 maj 2000 i Costa Mesa, Kalifornien, var en amerikansk jazzsaxofonist, sångare och orkesterledare, som bland annat var med i Glenn Millers orkester från 1938 till 1942, och senare bildade en egen orkester.
På äldre dagar medverkade Tex Beneke i ett TV-program, en danskväll inspelad på legendariska dansrestaurangen Glen Island Casino på Long Island utanför New York, tillsammans med andra sångare från Glenn Millers båda orkestrar. Detta TV-program sändes senare över hela världen, även i sovjetisk TV, dubbat till ryska språket. Han har även turnerat flera gånger i Sverige. Vid sitt sista Stockholmsbesök och spelning på Stockholms konserthus 1991, blev han speciellt avtackad för lång och trogen tjänst inom den amerikanska musik- och nöjesindustrin av den dåvarande USA-ambassadören i Stockholm, Charles Redman.